# Bay Springs
La ville de Bay Springs est le siège du comté de Jasper, situé dans l'État du Mississippi, aux États-Unis.